# Cmentarz Rzymskokatolicki przy ul. Grunwaldzkiej w Bielsku-Białej
Cmentarz Rzymskokatolicki przy ul. Grunwaldzkiej – cmentarz w Bielsku-Białej.

## Historia
Cmentarz powstał z powodu kończącego się miejsca na cmentarzu przy kościele św. Mikołaja. Pierwszych pochówków na cmentarzu dokonano 3 czerwca 1884. W 1936 wzniesiono pomnik poświęcony legionistom poległym w I wojnie światowej. W 1945 cmentarz został zbombardowany przez radziecki samolot, zniszczeniu uległo wiele grobów i krzyż cmentarny, który został odbudowany. W 1953 na terenie cmentarza wybuchł pożar, zniszczeniu uległy dwie cieplarnie i ogrody.